# Ноай, Антуан де
Антуан де Ноай (фр. Antoine de Noailles; 4 сентября 1504, Ноай (Лимузен) — 11 марта 1562, Бордо) — французский военачальник и дипломат, участник Итальянских войн.

## Биография
Старший из 19 детей Луи де Ноая (1483—1540), барона де Шамбр и де Монклар, и Катрин де Пьер-Бюфьер де Шатонёф. Родился в замке Лафаж, к югу от Ноая.
Сеньор де Ноай и де Ноайяк, барон де Шамбр, де Монклар и де Карбоньер, сеньор де Мерль, де Малесс и де Лерис.
Рыцарь ордена короля, штатный дворянин Палаты короля, камергер детей Франции. Предназначался в воспитатели королевских детей, но решил продолжить военную карьеру.
В 1530 сопровождал в Испанию своего родственника виконта де Тюренна, вступившего от имени Франциска I в брак с Элеонорой Австрийской. 
Командовал кавалерией при отступлении от Фоссано в 1537 году. В 1544 году участвовал в новом походе в Италию, и сражался в битве при Черезоле.
В 1547 году был назначен Генрихом II на должность адмирала Франции, вместо попавшего в немилость Клода д'Аннебо.
19 февраля 1551 назначен капитаном-губернатором Бордо и замка Ле-А.
В декабре 1552 года был направлен послом в Англию. Активно вмешивался в заговоры и подготовку мятежей против Марии Тюдор, готовивших почву для прихода к власти Елизаветы. Инфант Филипп, раздражённый его действиями, запретил Ноаю появляться на церемонии бракосочетания с королевой, состоявшейся в Винчестере 25 июня 1554, и французскому послу пришлось стерпеть эту обиду.
Покинул Англию 4 февраля 1555, завершив свою дипломатическую карьеру участием в подготовке Восельского перемирия.
В 1556 году назначен адмиралом морей Гиени (amiral des mers de Guyenne) и генеральным наместником в этой провинции. Организовал оборону побережья от англичан и испанцев. Оказал помощь Байонне, заставив вице-короля Наварры дона Бельтрана де ла Куэву отказаться от осады города. Жалованной грамотой от 29 июня 1559 король в награду за сорокалетнюю службу даровал де Ноаю 800 ливров камергерского жалования, из бордосских пошлин.
В 1561 году стал мэром Бордо. Изгнал гугенотов из города. Его смерть, по слухам, была вызвана ядом. Погребён в церкви Ноая, где им была возведена часовня, но его сердце вдова поместила в кафедральный собор Сент-Андре в Бордо, под пирамидальным мавзолеем.
Посольские реляции Антуана де Ноая и его братьев Франсуа и Жиля, отправленные из Лондона, были опубликованы в 1763 году в Париже аббатом Верто.

## Семья
Жена (30.05.1540): Жанна де Гонто, дочь Раймона де Гонто, сеньора де Камбререс, и Франсуазы де Бонафос, дамы де Лантур. Одна из дам Екатерины Медичи, придворная дама Елизаветы Австрийской, которую сопровождала обратно в Германию.
Дети:
- Мари де Ноай (3.01.1543—). Муж 1) (24.01.1561): Жан де Ферьер, сеньор де Совбёф, губернатор замка Ле-А и Бордо; 2) (21.02.1572): Жозеф де Лар и де Гулар, сеньор де Бирак
- Анна де Ноай (13.05.1545—). Монахиня
- Франсуаза де Ноай (4.11.1548—). Придворная дама королевы. Муж (11.03.1575): Габриель де Клермон-Тоннер, сеньор де Тури
- Габриель де Ноай (10.05.1549 — ум. малолетней)
- Марта де Ноай (1552 — после 24.02.1599). Муж (17.05.1571): виконт Пьер де Седьер
- Анри де Ноай (5.07.1554 — до 13.05.1623), граф д'Айен. Жена (1578): Жанна-Жермена д'Эспань, дочь Жака-Матье д'Эспань, сеньора де Панассак, и Катрин де Нарбон, баронессы де Лерон
- Франсуаза де Ноай (8.07.1556—). Муж (8.09.1568): Луи де Сен-Мартен, виконт де Бикароль
- Шарль де Ноай (5.12.1560 — после 2.04.1585), называемый прекрасный Ноай. Предназначался к духовной карьере, был приором Сен-Ливрада. 7.12.1581 стал штатным дворянином Палаты короля, 2 апреля 1585 назначен капитаном ста шеволежеров. Умер вскоре после этого. Был холост